# Чад Хо
Чад Хо (англ.  Чад Ho, 21 червня 1990) — південноафриканський плавець.
Учасник Олімпійських Ігор 2008, 2016 років.
Чемпіон світу з водних видів спорту 2015 року, призер 2009 року.